# Metropolia Vitórii
Metropolia Vitórii – metropolia Kościoła rzymskokatolickiego w Brazylii. Składa się z metropolitalnej archidiecezji Vitória i trzech diecezji. Została erygowana 16 lutego 1958 r. konstytucją apostolską Cum territorium papieża Piusa XII. Od 2004 r. godność arcybiskupa metropolity sprawuje abp Luiz Mancilha Vilela.
W skład metropolii wchodzą:
- Archidiecezja Vitória
  - Diecezja Cachoeiro de Itapemirim
  - Diecezja Colatina
  - Diecezja São Mateus

Prowincja kościelna Vitória wraz z metropoliami Belo Horizonte, Diamantina, Juiz de Fora, Mariana, Montes Claros, Pouso Alegre i Uberaba tworzą region kościelny Wschód II (Regional Leste II), zwany też regionem Minas Gerais e Espírito Santo.

## Metropolici
- João Batista da Mota e Albuquerque (1962–1984)
- Silvestre Luís Scandián (1984–2004)
- Luiz Mancilha Vilela (2004–2018)
- Dario Campos (2018–2024)
- Ângelo Ademir Mezzari (od 2024)